# Giganotozaur
Giganotozaur (Giganotosaurus) – rodzaj dinozaura z podrzędu teropodów, żyjącego na terenach współczesnej Argentyny we wczesnym cenomanie, od około 99,6 do 97 milionów lat temu. Holotyp odkryto w patagońskich skałach formacji Candeleros w 1993, zachował się w 70%, nazwano go G. carolinii w 1995. Nazwa rodzajowa znaczy wielkiego południowego jaszczura, podczas gdy epitet gatunkowy honoruje odkrywcę nazwiskiem Rubén D. Carolini. Odkryte wcześniej kość zębową, zęby i ślady również przypisano do tego taksonu. Przyciąga on zainteresowanie jako przedmiot debaty nad maksymalnymi rozmiarami teropodów.
Giganotosaurus należy bowiem do największych znanych lądowych mięsożerców. Jednak jego dokładna wielkość nie została ustalona z powodu niekompletności szczątków. Szacunki dla najbardziej kompletnego z okazów sięgają 12–13 m z czaszką mierzącą od 1,53 do 1,80 m oraz masą ciała między 4,2 a 13,8 ton. Kość zębowa należąca do przypuszczalnie większego osobnika pozwoliła na oszacowanie jego długości na 13,2 m. Niektórzy badacze uznają zwierzę za większe od tyranozaura, historycznie uznawanego za największego z teropodów, inni zaś przyznają im równą wielkość, uznając oszacowanie większych wymiarów giganotozaura za przesadne. Czaszka była niska, z pomarszczonymi kośćmi nosowymi i pofałdowanym grzebieniem na kości łzowej naprzeciw oczu. Przód żuchwy był spłaszczony, ze skierowanym do dołu wyrostkiem u szczytu. Zęby nosiły ząbkowanie i były spłaszczone bocznie. Głowę nosiła silna szyja, zaś obręcz barkowa była niewielka.
Należąc do rodziny karcharodontozaurów, Giganotosaurus zalicza się do najlepiej poznanych członków grupy, obejmującej inne olbrzymie teropody, jak blisko z nim spokrewnione mapuzaur czy karcharodontozaur. Giganotozaurowi przypisuje się stałocieplność (typ ciepłokrwistości) i metabolizm pomiędzy ssaczym a gadzim, pozwalający na szybki wzrost. Zwierzę mogło poruszać się względnie szybko, biegając z prędkością 14 m/s (50 km/h). Mogło być zdolne do zamykania szczęk szybkim ruchem, łapania i powalania zdobyczy przez silne ugryzienia. Wyrostek na brodzie mógł pomagać w opieraniu się naprężeniom podczas gryzienia zdobyczy. Giganotosaurus uważany jest za szczytowego drapieżnika swego ekosystemu, który mógł żywić się młodocianymi zauropodami.

## Budowa
Giganotosaurus uważany jest za jednego z największych teropodów, ale niekompletność jego szczątków utrudnia wiarygodne oszacowanie rozmiarów zwierzęcia. Niemożliwe jest przeto ustalenie z całą pewnością, czy był on większy od przykładowo tyranozaura, historycznie uznawanego za największego z teropodów. Różni badacze publikowali różne oszacowania rozmiarów, stosując różne metody i opierając się na różnych rekonstrukcjach brakujących części kośćca. Oszacowania długości holotypu mieszczą się między 12 a 13 m, z czaszką mierzącą od 1,53 do 1,80 m, kością udową osiągającą między 1,365 a 1,43 m oraz masą ciała między 4,2 i 13,8 tony. Zarośnięcie szwów mózgoczaszki wskazuje, że holotyp był osobnikiem dorosłym. Drugi okaz, składający się z kości zębowej z przypuszczalnie jeszcze większego osobnika, wykorzystano do ekstrapolacji długości na 13,2 m oraz czaszki na 1,95 m, masę ciała zaś określono na 8,2 tony. Niektórzy autorzy uznali największe szacunki za przesadzone w obu przypadkach. Giganotozaura porównywano z powiększoną wersją lepiej znanego allozaura.

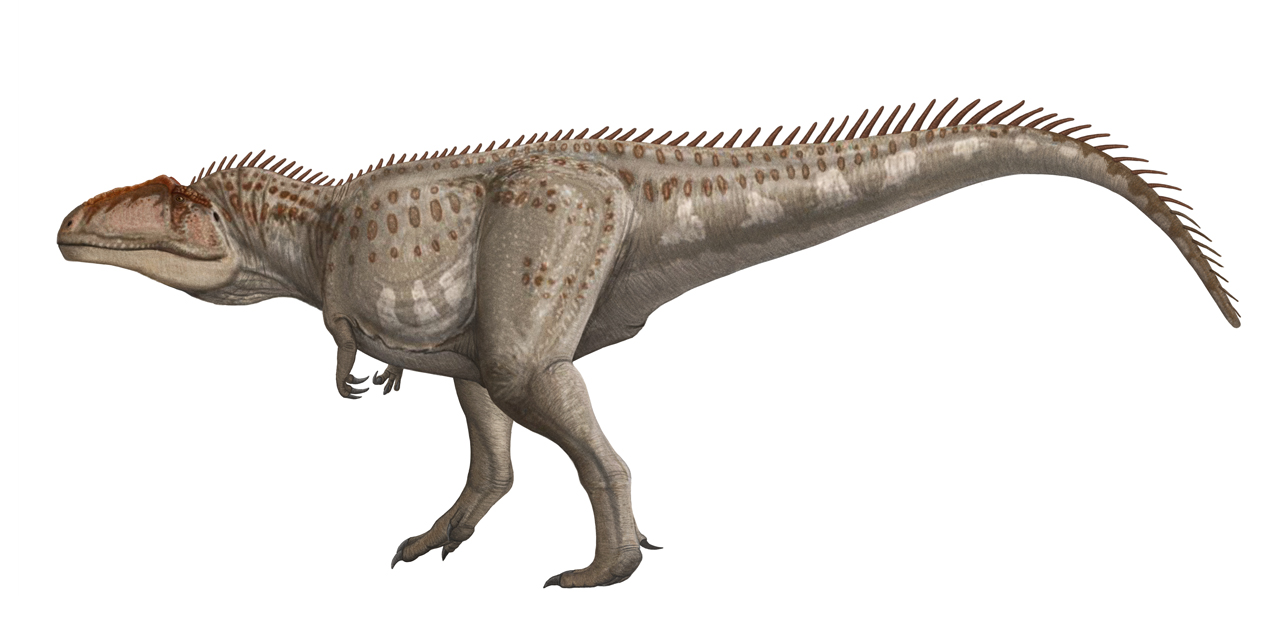
Rekonstrukcja

Giganotosaurus miał silną szyję i potężny obrotnik. Dystalne kręgi szyjne miały krótkie, spłaszczone trzony z prawie półkulistymi połączeniami stawowymi na przedzie oraz z pleurocelami podzielonymi przez płytki. Kręgi grzbietowe miały wysokie łuki kręgowe i głębokie pleurocele. Kręgi ogonowe cechowały się bardzo wydłużonymi wyrostkami kolczystymi w kierunku przednio-tylnym oraz dobrze zbudowanymi trzonami. Wyrostki poprzeczne kręgów ogonowych były długie, przednie szewrony przypominały ostrza. Obręcz barkowa była proporcjonalnie krótsza niż u tyranozaura, stosunek łopatki do kości udowej nie sięgał 0,5. Kolec łopatki miał równoległe granice i silnie wyrażony guzek dla przyczepu mięśnia trójgłowego ramienia. Niewielka kość krucza przybierała kształt haka.
Kość biodrowa cechowała się wypukłym górnym brzegiem, niskim postacetabular blade (za panewką stawu biodrowego) i wąskim brevis-shelf (wyrostkiem stanowiącym miejsce przyczepu mięśni ogona). Wyrostek kości łonowej zwany po angielsku pubic foot był dobrze wyrażony i krótszy od przodu, niż z tyłu. Prosta kość kulszowa poszerzała się w kierunku tylnym, kończąc się płatowatym kształtem. Kość udowa kształtu esowatego miała bardzo silnie zbudowaną, zwężającą się ku górze głowę z głęboką bruzdą. Krętarz mniejszy głowy kości udowej przypominał skrzydło, lokował się poniżej krętarza większego, który był krótki. Krętarz czwarty był znacznych rozmiarów, kierował się ku tyłowi. Kość piszczelowa poszerzała się na proksymalnym końcu, nosiła szeroką powierzchnię stawową dla połączenia z kością udową. Trzon miała spłaszczony w kierunku przednio-tylnym.

### Czaszka

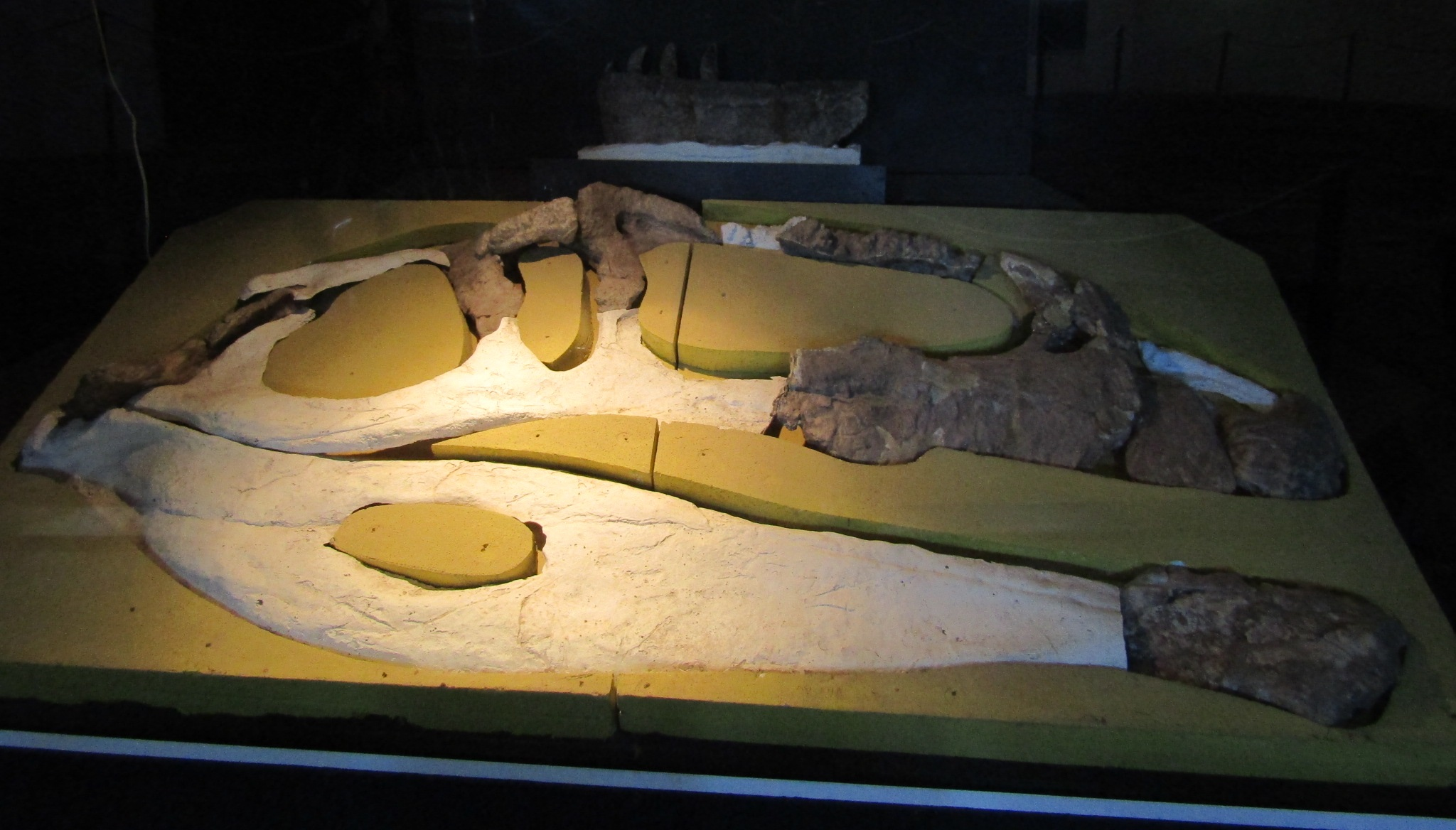
Fragmentaryczna czaszka holotypu (białe fragmenty zrekonstruowano) z lewą kością zębową w tle, Ernesto Bachmann Palaeontological Museum

Choć niecałkowicie poznana, czaszka giganotozaura Giganotosaurus wydaje się niska. Kość szczękowa ma mierzący 92 cm rząd zębów, była głęboka od szczytu do podstawy, a jej górny i dolny brzeg biegną prawie równolegle. Poniżej nozdrza nosiła dobrze wyrażony wyrostek, miała też niewielki, elipsowatego kształtu otwór, jak u allozaura czy tyranozaura. Kość nosowa bardzo nierównej powierzchni, nosiła zmarszczki, które ciągnęły się ku tyłowi, pokrywając całą górną powierzchnię. Kość łzowa naprzeciw oczu miała wydatny, pomarszczony grzebień bądź róg, kierujący się w górę i pod kątem w tył, pofałdowany, z głębokim żłobieniem. Kość zaoczodołowa leżała za okiem, nosiła skierowane do dołu i do tyłu wyrostki jarzmowe, kierujące się do oczodołu, jak u tyranozaura, abelizaura i karnotaura. Kość naodczodołowa ponad okiem łączyła się z kośćmi łzową i zaoczodołową, przypominała okap, podobna występowała u abelizaura. Kość kwadratowa leżała w tylnej części czaszki i mierzyła 44 cm długości. Miała dwa pneumatyczne otwory od wewnętrznej strony.

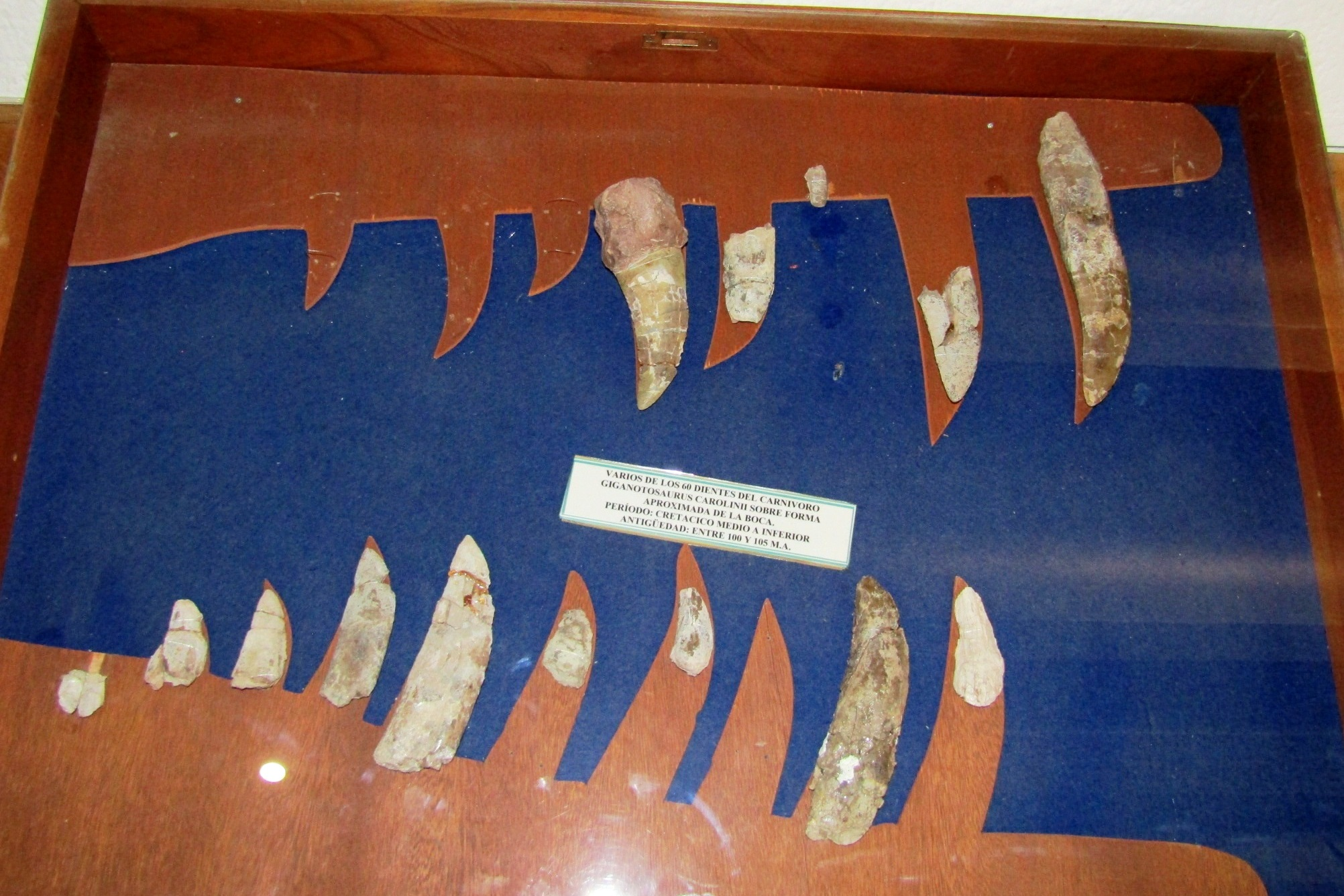
Zęby, EBPM

Szerokie sklepienie czaszki, tworzone przez kości czołową i ciemieniową, przypominało kształtem półkę, zwisającą nad krótkim oknem nadskroniowym w tylnym górnym regionie czaszki. Żuchwa łączyła się stawowo daleko za kłykciem potylicznym, zespalającym szyję z czaszką, dalej niż u innych teropodów. Kłykieć był szeroki i niski, cechował się pneumatyzacją. Giganotosaurus nie miał grzebienia strzałkowego na szczycie czaszki i mięśnie poruszające żuchwą nie sięgały aż na sklepienie czaszki, w przeciwieństwie do wielu innych teropodów (z powodu półki kostnej nad otworem nadskroniowym). Zamiast tego odpowiednie mięśnie znajdywały swój przyczep na dolnej powierzchni wspomnianej półki kostnej. Mięśnie szyi podnoszące głowę przyczepiały się z kolei do wydatnych kości nadpotylicznych na szczycie czaszki, funkcjonujących jak grzebień karkowy tyranozauroidów. Lateksowy odlew puszki mózgowej giganotozaura pokazał, że mózg osiągał objętość około 275 ml.
Kość zębowa poszerzała się na wysokość ku przodowi do spojenia żuchwy, gdzie była także spłaszczona. W dół kierował się wyrostek rozpoczynający się u szczytu, określany mianem „brody” (chin). Dolna strona kości zębowej była wklęsła, zewnętrzna zaś wypukła, gdy się ją oglądało z góry. Wzdłuż niej biegnie wyżłobienie, wspierające otwory odżywcze dla zębów. Wewnętrzny bok kości zębowej posiada rząd płytek międzyzębowych, gdzie każdemu z zębów odpowiadał otwór. Wzdłuż dolnego brzegu biegnie szczelina Meckela. Krzywizna kości zębowej wskazuje na szerokie usta giganotozaura. Możliwe, że każda z kości zębowych nosiła 12 zębodołów. Większość z nich mierzyło po 3,5 cm w kierunku przednio-tylnym. Leżące na niej zęby zębowe nie różniły się zbytnio kształtem ani wielkością, wyjątek stanowił pierwszy z nich, mniejszy od pozostałych. Zęby były spłaszczone bocznie, owalne w przekroju, nosiły ząbkowania na brzegach przednim i tylnym, co jest typowe dla teropodów. Oglądane z przodu bądź z tyłu miały kształt esowaty. Jeden ząb miał od 9 do 12 ząbków na mm. Boczne zęby giganotozaura miały zakrzywione krawędzie szkliwa, największe zęby przedszczękowe nosiły dobrze wyrażone zmarszczki, najwyższy relief przy ząbkowaniu.

## Historia

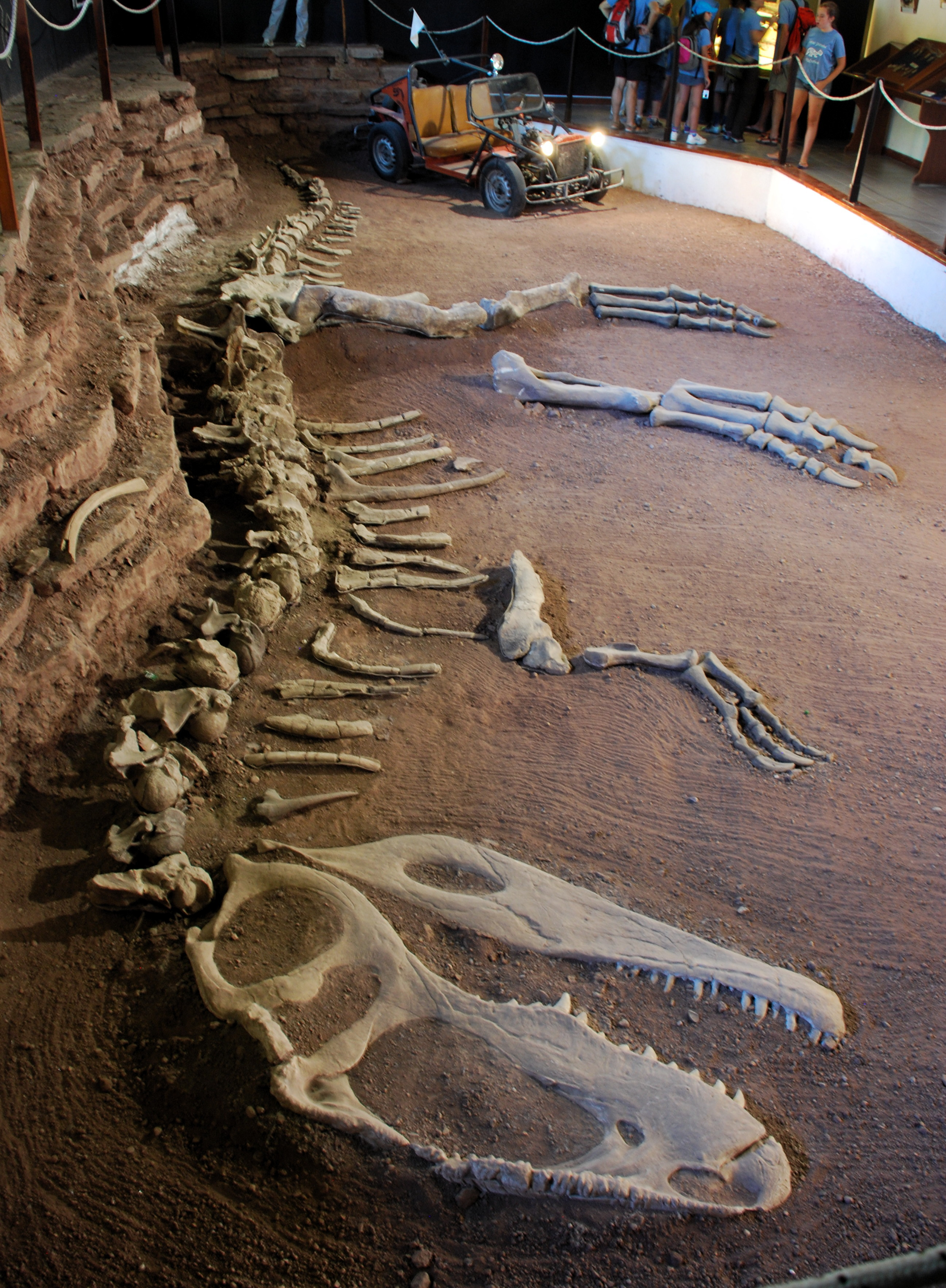
Holotyp z rekonstrukcją czaszki, ręki i stopy na podłodze EBPM

W 1993 paleontolog amator Rubén D. Carolini znalazł kość piszczelową teropoda podczas jazdy buggy przez badlands w okolicy Villa El Chocón, w prowincji Neuquén w Patagonii (Argentyna). Ogłosił swoje znalezisko, w efekcie czego specjaliści z Narodowego Uniwersytetu Comahue wysłani zostali w celu wydobycia szczątków. Odkrycie ogłosili argentyńscy paleontolodzy Rodolfo Coria i Leonardo Salgado na spotkaniu Society of Vertebrate Paleontology w 1994, gdzie amerykański pisarz naukowy Don Lessem zaoferował wsparcie finansowe wykopalisk po wrażeniu, które zrobiło na nim zdjęcie kości kończyny. Fragmentaryczna czaszka była rozdrobniona na obszarze około 10 m², szkielet pozaczaszkowy utracił swe połączenia stawowe. Zachowało się prawie 70% szkieletu, w tym większość kręgosłupa, obręczy barkowej i miedniczej, kości udowe, lewa kość piszczelowa i strzałkowa. W 1995 okaz ten, oznaczony jako MUCPv-Ch1, został wstępnie opisany w „Nature” przez Corię i Salgado, którzy ustanowili go holotypem nowego rodzaju i gatunku Giganotosaurus carolinii (fragmenty szkieletu były jeszcze wtedy unieruchomione w gipsie). Nazwa rodzajowa pochodzi ze starożytnej greki od gigas/γίγας („gigant”), notos/νότος („południowy”, odnośnie do miejsca pochodzenia) i -sauros/-σαύρος („jaszczur”). Epitet gatunkowy honoruje odkrywcę Caroliniego. Holotyp przebywa obecnie w Ernesto Bachmann Palaeontological Museum w Villa El Chocón od 1995 na prośbę Caroliniego. Okaz stanowi główny eksponat muzeum, umieszczono go na piaszczystym podłożu w sali mu poświęconej, wraz z narzędziami używanymi przez paleontologów podczas wykopalisk. Zmontowana rekonstrukcja szkieletu wystawiana jest w przyległym pokoju

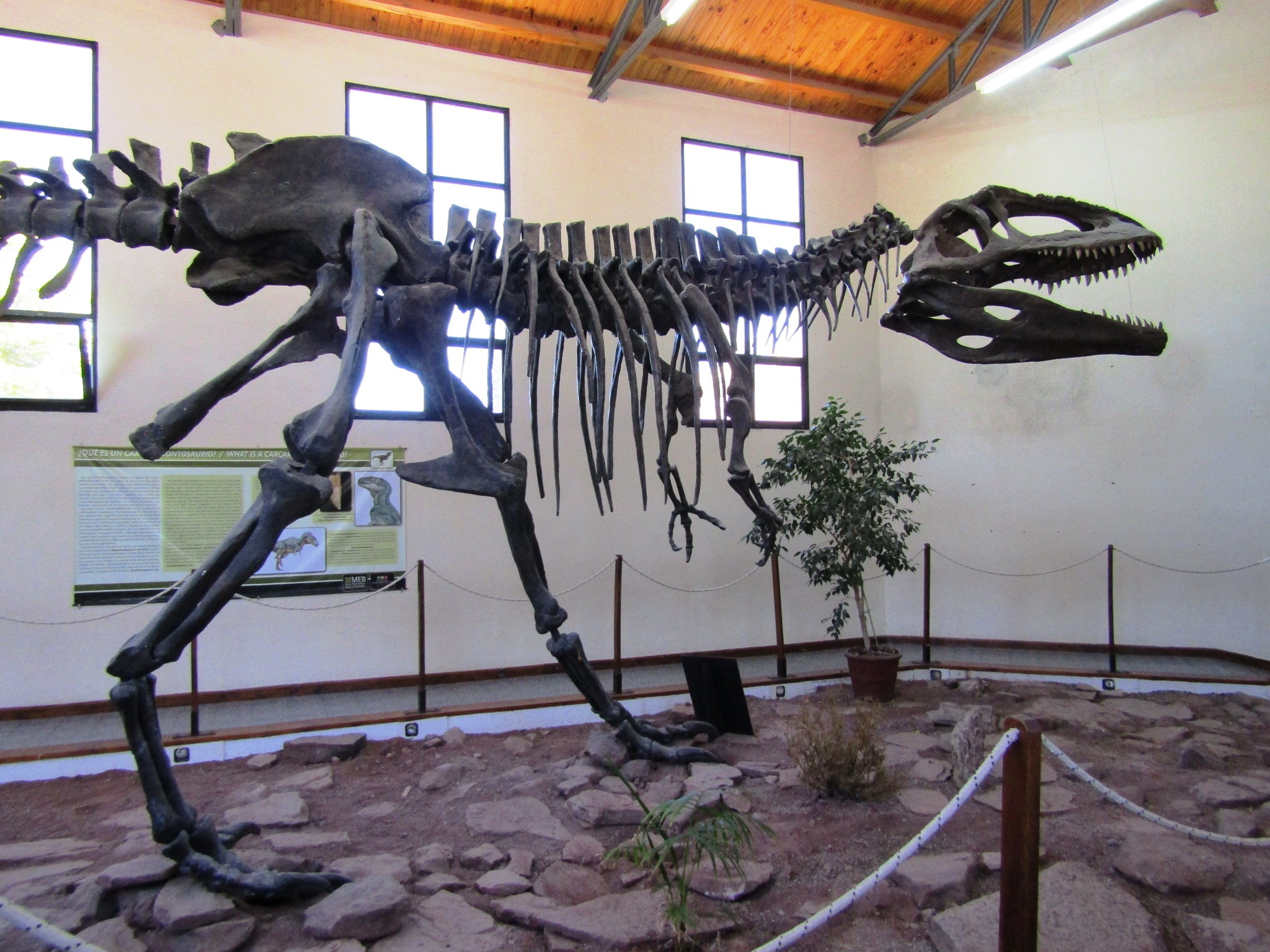
Rekonstrukcja szkieletu, EBPM

Do cech teropodów przyciągających najwięcej zainteresowania naukowców należy fakt, że grupa ta obejmowała największe lądowe drapieżniki ery mezozoicznej. Zainteresowanie to zaczęło się wraz z jednym z pierwszych znanych dinozaurów, megalozaurem, nazwanym tak w 1824 właśnie z powodu wielkich rozmiarów. Ponad pół wieku później, w 1905, nadano nazwę tyranozaurowi, który pozostał największym znanym teropodem przez 90 lat, choć poznano wtedy również inne olbrzymie teropody. Debatę na temat największego z teropodów ożywiły ponownie w ostatniej dekadzie XX wieku nowe odkrycia z Afryki i Ameryki Południowej. Oryginalny opis Corii i Salgado uznawał giganotozaura przynajmniej za największego teropoda półkuli południowej, a być może i całego świata. Przyznali oni, że porównanie z tyranozaurem sprawia trudności z uwagi na niepołączone stawowo kości czaszki giganotozaura, ale zauważyli, że mierząca 1,43 m kość udowa giganotozaura przekraczała o 5 cm długość homologu u największego znanego okazu tyranozaura „Sue”. Kości giganotozaura sprawiają wrażenie mocniej zbudowanych, co wskazuje na cięższe zwierzę. Czaszkę oszacowano na około 1,53 m długości, długość całego zwierzęcia zaś na 12,5 m, masę z kolei na 6-8 ton.
W 1996 amerykański paleontolog Paul Sereno wraz ze współpracownikami opisał pochodzącą z Maroka nową czaszkę pokrewnego giganotozaurowi rodzaju karcharodontozaur, teropoda opisanego w 1927, ale dotychczas znanego jedynie z fragmentarycznych szczątków (oryginalne skamieniałości zniszczono w trakcie II wojny światowej). Długość czaszki oszacowano na 1,60 m, a więc podobnie jak w przypadku giganotozaura, ale więcej niż u tyranozaura „Sue” o czaszce mierzącej 1,53 m. Wskazano także, że karcharodontozaur wydawał się mieć proporcjonalnie największą czaszkę. Tyranozaur z kolei zdaje się mieć dłuższe kończyny dolne. W 1995 w wywiadzie dla Science News w artykule „New Beast Usurps T. Rex as King Carnivore” Sereno zwrócił uwagę, że te nowo odkryte teropody z Ameryki Południowej i Afryki konkurują z tyranozaurem o miano największego z drapieżników i mogą pomóc w zrozumieniu późnokredowych faun dinozaurów, które inaczej byłyby „północnoamerykocentryczne”. W tym samym numerze Science, w którym opisał pisano na temat karcharodontozaura, kanadyjski paleontolog Philip J. Currie ostrzegał, że pozostaje jeszcze do ustalenia, które z tych dwóch zwierząt było większe, a także, że wielkość zwierzęcia mniej interesuje paleontologów, niż, przykładowo, jego adaptacje, pokrewieństwo i rozmieszczenie geograficzne. Odkrył też, że te dwa zwierzęta znaleziono w przeciągu jednego roku i były one ze sobą blisko spokrewnione, pomimo że pochodziły z odrębnych kontynentów.

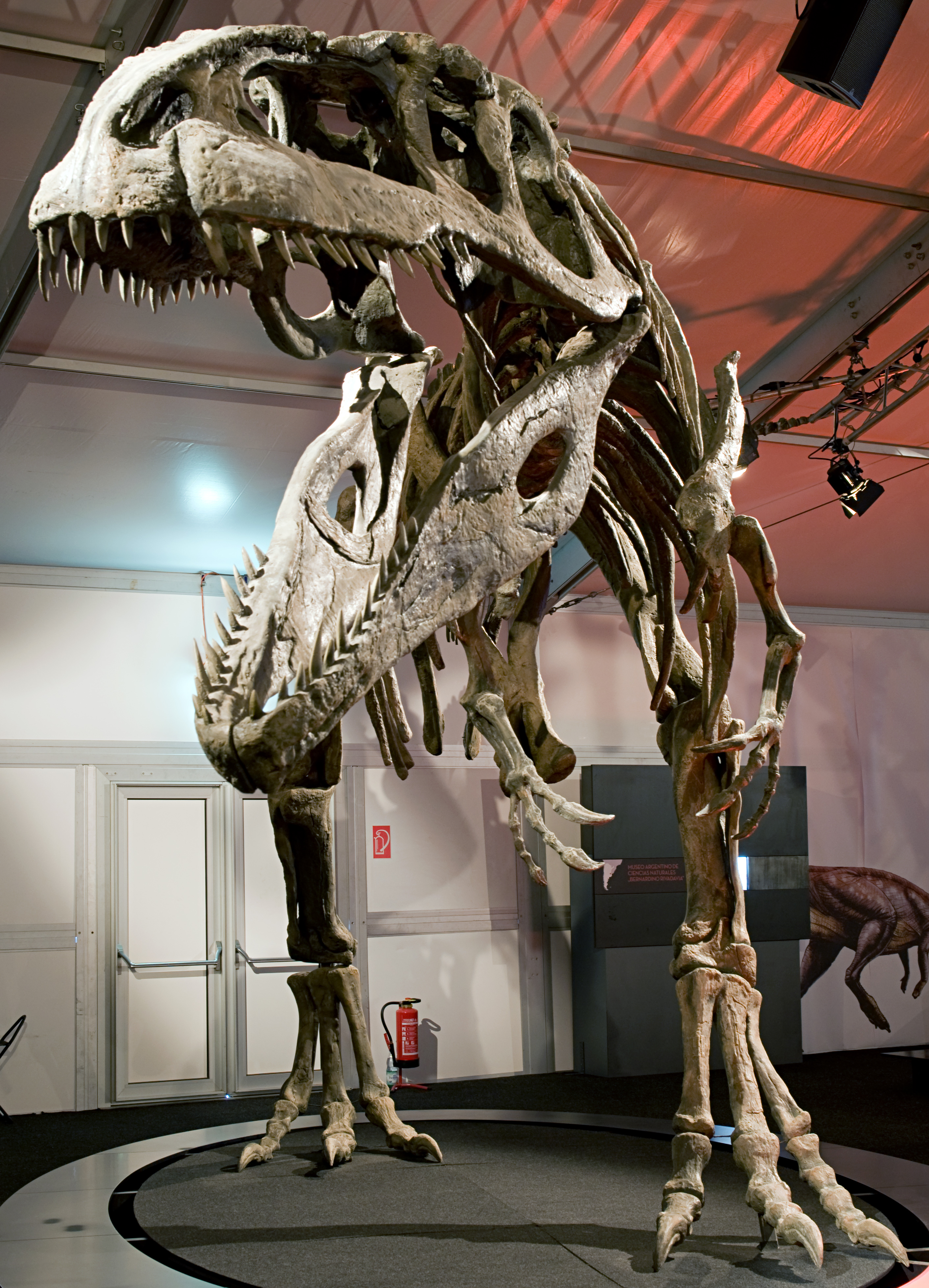
Zrekonstruowany szkielet, Naturmuseum Senckenberg

W 1997 w wywiadzie w Science News Coria oszacował giganotozaura na między 13,7 a 14,3 m długości oraz od 8 do 10 m masy ciała, opierając się o nowy materiał, jest to więcej, niż w przypadku karcharodontozaura. Sereno odparł na to, że byłoby trudne ustalenie zakresu wielkości gatunku na podstawie kilku niekompletnych okazów. Obaj paleontolodzy zgodzili się, że inne aspekty biologii tego dinozaura były istotniejsze, niż ustalanie rekordów rozmiaru. W 1998 Jorge O. Calvo i Coria opisali niepełną lewą kość zębową zawierającą część zębów (MUCPv-95) jako należącą do giganotozaura. Zebrał ją Calvo w okolicy Los Candeleros w 1988 po znalezieniu w 1987. W 1989 opisał ją krótko, nie wspominając o tym, by należała ona do nowego taksonu teropoda. Calvo i Coria odkryli, że kość zębowa nie różni się istotnie od holotypowej poza tym, że jest o 8% większa, mając 62 cm. Pomimo że tylna część nie jest kompletna, zaproponowali, że czaszka holotypu mierzyła 1,8 m długości, czaszkę większego osobnika oszacowali zaś na 1,95 m, co czyni ją największą teropodzią czaszką.
W 1999 Calvo przypisał niekompletny ząb MUCPv-52 giganotozaurowi. Okaz został odkryty w okolicy jeziora Lake Ezequiel Ramos Mexia w 1987 przez A. Delgado, co czyni go pierwszą znaną skamieniałością rodzaju. Calvo zasugerował dalej, że pewne ślady teropoda, zarówno występujące razem, jak i izolowane (na podstawie których w 1991 stworzono ichnotakson Abelichnus astigarrae), zostały pozostawione przez giganotozaura. Uzasadnił to ich pokaźną wielkością. Największe z nich mierzyły 50 cm długości, a odstęp pomiędzy nimi ma 130 cm; najmniejsze ślady osiągają 36 cm długości z odstępem 100 cm. Widać w nich trójpalczastą stopę z dużymi, grubymi palcami, pazury pozostawiły wydatne odciski. Pozostałości po palcach stanowią większość odcisku. Jeden ze śladów obejmuje również cienką piętę. Choć ślady znaleziono w wyższej warstwie stratygraficznej niż główne skamieliny giganotozaura, pochodziły z tej samej warstwy, co izolowany ząb i pewne zauropody znane również z warstwy, która dostarczyła skamielin giganotozaura.

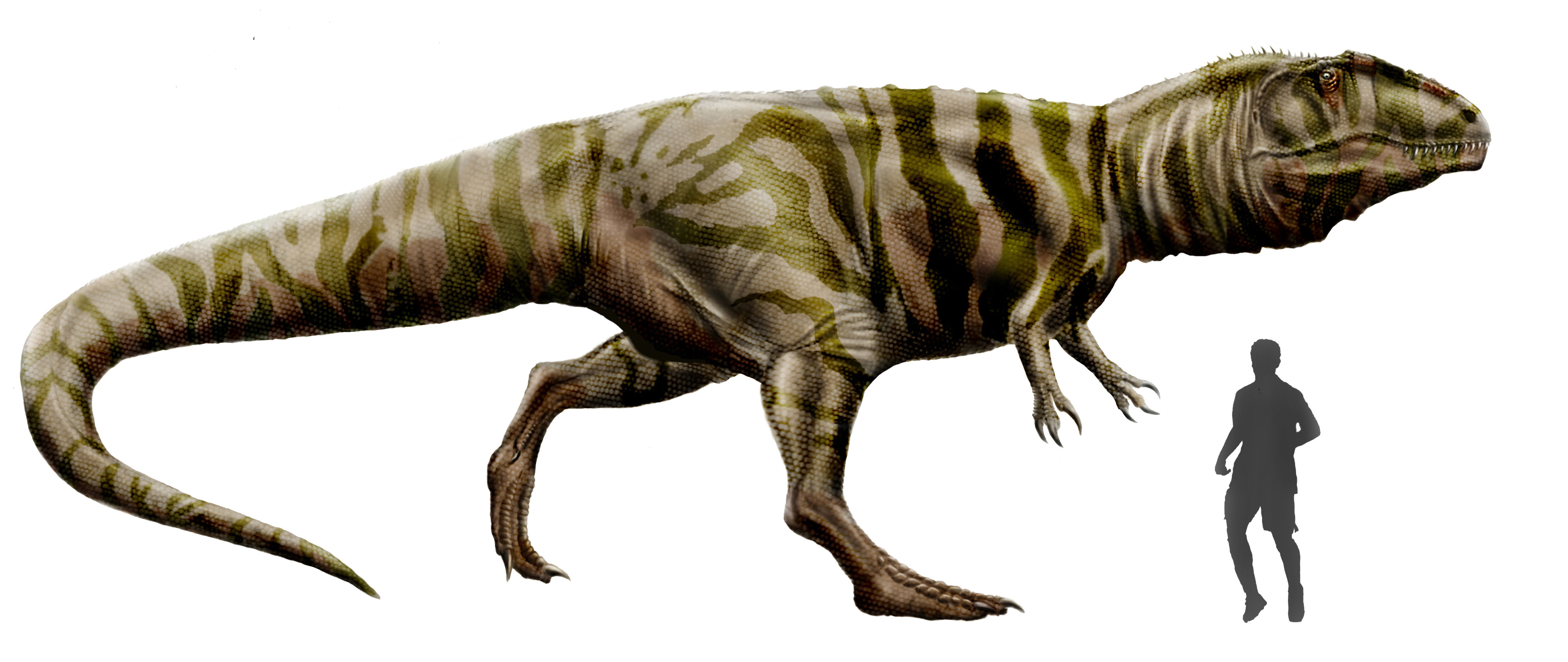
Porównanie wielkości giganotozaura i człowieka

W 2001 lekarz Frank Seebacher zaproponował nową wielomianową metodę określania masy dinozaurów, wykorzystującą długość, szerokość i wysokość ciała. Oszacowano masę ciała giganotozaura na 6,6 tony, opierając się o pierwotne obliczenie długości na 12,5 m. W opisie mózgoczaszki giganotozura z 2002 Coria i Currie podali oszacowanie długości czaszki holotypu 1,60 m, masę zaś określili na 4,2 tony, ekstrapolując z mierzącego 520 mm obwodu trzonu kości udowej. W efekcie wskaźnik encefalizacji (miara względnej wielkości mózgu) wyniósł 1,9. W 2004 Gerardo V. Mazzetta i współpracownicy zauważyli, że choć kość udowa holotypu giganotozaura była większa niż u „Sue”, jego kość piszczelowa była o 8 cm krótsza (1,12 m). Odkryli, że holotyp giganotozaura był równy wielkością tyranozaurowi ważącemu 8 ton (nieznacznie mniejszemu od „Sue”), ale większa kość zębowa może reprezentować zwierzę o masie 10 ton, jeśli będzie geometrycznie odpowiadać holotypowi. Używając regresji wieloczynnikowej, autorzy ci zasugerowali również alternatywną masę 6,5 ton dla holotypu i 8,2 tony da większego osobnika. Ta ostatnia liczba czyniłaby go największym znanym lądowym mięsożercą.

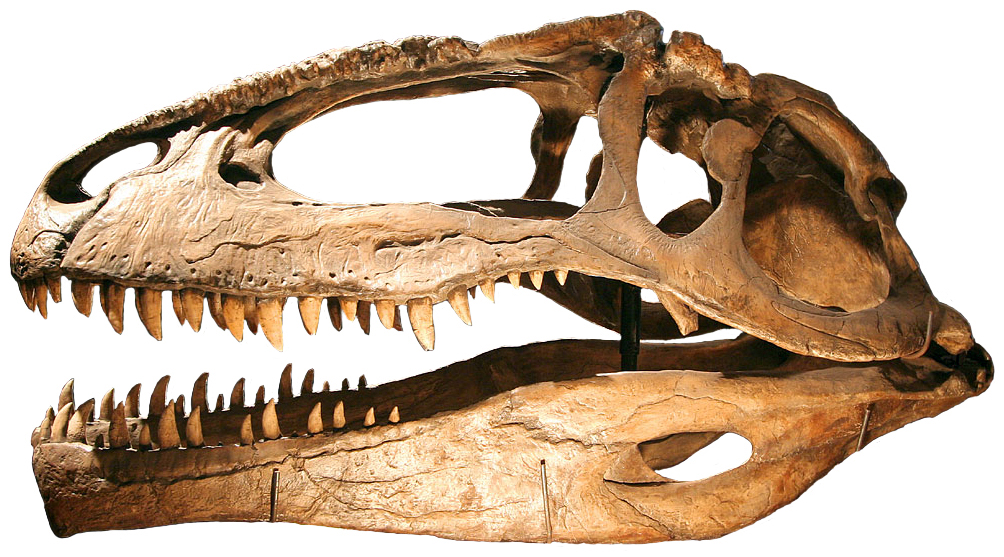
Rekonstrukcja czaszki w Japonii, na podstawie większych oszacowań

W 2005 Christiano Dal Sasso i współpracownicy opisali nowy materiał pochodzący z czaszki spinozaura (dokładniej pysk). Oryginalne skamieliny tego rodzaju zaginęły podczas II wojny światowej. Autorzy doszli do wniosku, że dinozaur mierzył od 16 do 28 długości i ważył między 7 a 9 ton. Przekraczał wobec tego maksymalną wielkość wszystkich innych teropodów. W 2006 Coria i Currie opisali wielkiego patagońskiego teropoda mapuzaura, bliskiego krewnego giganotozaura osiągającego podobną do niego wielkość. W 2007 François Therrien i Donald M. Henderson odkryli, że Giganotosaurus i Carcharodontosaurus zbliżały się do 13,5 m długości i 13,8 tony masy (przekraczały więc w tym względzie tyranozaura). Holotypową czaszkę giganotozaura oszacowano na 1,56 m długości. Zwrócono uwagę, że pomiary zależały od tego, czy niekompletne czaszki tych zwierząt zrekonstruowano prawidłowo, a dla dokładniejszych oszacowań potrzebne byłyby bardziej kompletne okazy. Odkryli także, że rekonstrukcja spinozaura Dal Sasso i współpracowników była zbyt duża, zamiast niej oszacowali długość zwierzęcia na 14,3 m, masę ciała zaś na 20,9 tony, a być może tylko 12,6 m i 12 ton. Stwierdzili, że te dinozaury osiągnęły górną biomechaniczną granicę wielkości dla ściśle dwunożnego zwierzęcia.

Porównanie wielkości giganotozaura (zielony), innych wielkich teropodów i człowieka

W 2012 Matthew T. Carrano i współpracownicy zauważyli, że choć giganotozaurowi poświęcono wiele uwagi z powodu jego niezwykłych rozmiarów, to pomimo względnej kompletności holotypu właściwie nie opisano go szczegółowo z wyjątkiem mózgoczaszki. Wskazali, że wiele połączeń między kośćmi czaszki nie zachowało się, co doprowadziło do niejednoznacznych oszacowań długości czaszki. Odkryli, że czaszki giganotozaura i karcharodontozaura były dokładnie tej samej wielkości co czaszka tyranozaura. Zmierzyli również kość udową holotypu giganotozaura, osiągając wynik 1,365 m długości, w odróżnieniu od oryginalnych pomiarów, proponując, że całkowita masa ciała zwierzęcia była mniejsza. W 2013 amerykański paleontolog Scott Hartman opublikował oszacowanie masy z użyciem Graphic Double Integration, bazując na rysunkowych rekonstrukcjach szkieletu. Doszedł do wniosku, że „Sue” była większa od giganotozaurów. Oszacował masę holotypowego giganotozaura na 6,8 tony, większy okaz na 8,2 tony. Hartman zauważył, że miał on szerszy tułów, choć z boku oba wyglądały podobnie. Zauważył również, że kość zębowa giganotozaura, przypuszczalnie o 8% większa od holotypowej, była jednak raczej o 6,5% większa, bądź mogła należeć do zwierzęcia podobnej wielkości, ale o solidniej zbudowanej kości zębowej. Przyznał, że w obecnej sytuacji, w której naukowcy dysponują tylko jednym dobrym okazem giganotozaura, pozostaje szansa na znalezienie kolejnych, większych od niego okazów; podobnie po odkryciu tyranozaura minął prawie wiek, zanim znaleziono szkielet „Sue”. W 2014 Nizar Ibrahim i współpracownicy oszacowali długość spinozaura na ponad 15 m, ekstrapolując z nowego okazu powiększonego tak, by zgadzał się z wielkością pyska opisanego przez zespół Dal Sasso. Czyniłoby to spinozaura największym mięsożernym dinozaurem wszech czasów.

## Systematyka

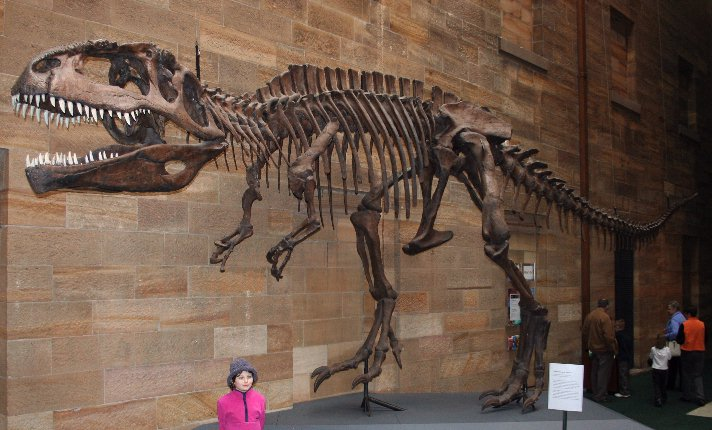
Zrekonstruowany szkielet w Australian Museum, Sydney

Coria i Salgado pierwotnie zaliczyli giganotozaura do grupy bliższej tetanurom niż bardziej bazalnym teropodom, jak ceratozaury. Podparli ten pogląd synapomorfiami kończyn dolnych, czaszki i miednicy. Inne cechy świadczyły, że leżał poza zaawansowanym ewolucyjnie kladem celurozaurów. W 1996 Sereno i współpracownicy odkryli bliskie pokrewieństwo łączące giganotozaura, karcharodontozaura i akrokantozaura z nadrodziną allozauroidów, łącząc wymienione rodzaje w rodzinę karcharodontozaurów. Rodzaje te łączą cechy kości łzowej i zaoczodołowej, tworzących szeroką półkę kostną nad oczodołem, oraz kwadratowy przedni koniec żuchwy.
Wraz z odkryciami kolejnych karchardontozaurydów rozjaśniały się wewnętrzne pokrewieństwa w obrębie rodziny, definiowanej za Holtzem i współpracownikami od 2004 jako wszystkie allozauroidy bliższe karcharodontozaurowi, niż allozaurowi lub sinraptorowi. W 2006 Coria i Currie połączyli giganotozaura i mapuzaura w podrodzinę Giganotosaurinae, opierając się o wspólne cechy kości udowej, jak słabo wyrażony krętarz czwarty oraz płytki szeroki rów na jej krańcu dystalnym. W 2008 Sereno i Stephen Brusatte włączyli giganotozaura, mapuzaura i tyranotytana w plemię Giganotosaurini. Giganotosaurus pozostaje jednym z najbardziej kompletnych i dostarczających najwięcej informacji karcharodontozaurydów.
Następujący kladogram obrazuje miejsce giganotozaura wśród członków swej rodziny zgodnie z pracą Sebastiána Apesteguíi et al., 2016:

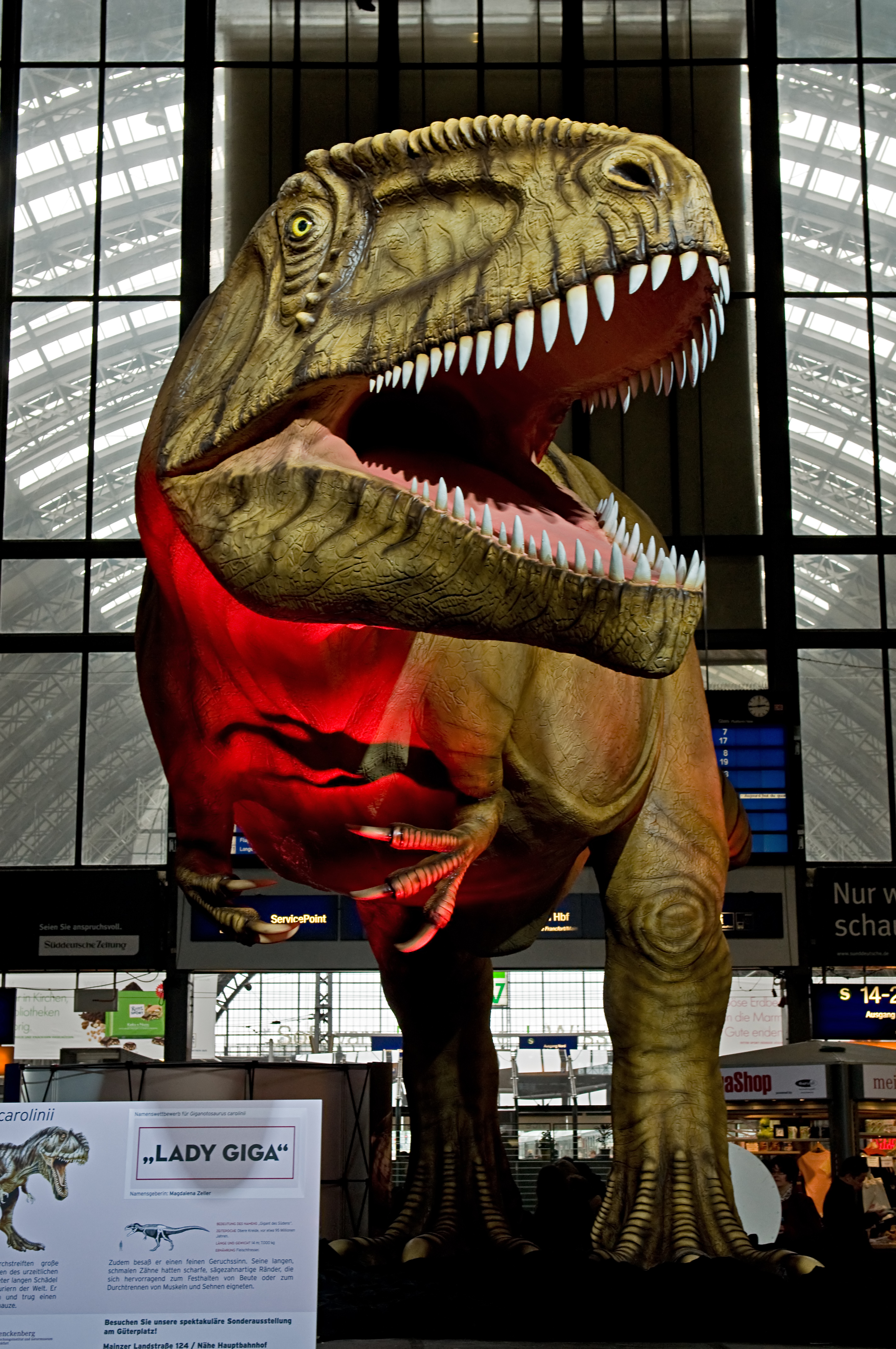
Model naturalnej wielkości, Frankfurt (Main) Hauptbahnhof

|  | Acrocanthosaurus |
|  |                  |
|  | Eocarcharia      |
|  |                  |

|  | Tyrannotitan                                                  |
|  |                                                               |
|  | \| \| Mapusaurus \| \| \| \| \| \| Giganotosaurus \| \| \| \| |
|  |                                                               |
|  | Mapusaurus                                                    |
|  |                                                               |
|  | Giganotosaurus                                                |
|  |                                                               |

|  | Mapusaurus     |
|  |                |
|  | Giganotosaurus |
|  |                |

|  | Tyrannotitan                                                  |
|  |                                                               |
|  | \| \| Mapusaurus \| \| \| \| \| \| Giganotosaurus \| \| \| \| |
|  |                                                               |
|  | Mapusaurus                                                    |
|  |                                                               |
|  | Giganotosaurus                                                |
|  |                                                               |

|  | Mapusaurus     |
|  |                |
|  | Giganotosaurus |
|  |                |

|  | Tyrannotitan                                                  |
|  |                                                               |
|  | \| \| Mapusaurus \| \| \| \| \| \| Giganotosaurus \| \| \| \| |
|  |                                                               |
|  | Mapusaurus                                                    |
|  |                                                               |
|  | Giganotosaurus                                                |
|  |                                                               |

|  | Mapusaurus     |
|  |                |
|  | Giganotosaurus |
|  |                |

|  | Tyrannotitan                                                  |
|  |                                                               |
|  | \| \| Mapusaurus \| \| \| \| \| \| Giganotosaurus \| \| \| \| |
|  |                                                               |
|  | Mapusaurus                                                    |
|  |                                                               |
|  | Giganotosaurus                                                |
|  |                                                               |

|  | Mapusaurus     |
|  |                |
|  | Giganotosaurus |
|  |                |

|  | Acrocanthosaurus |
|  |                  |
|  | Eocarcharia      |
|  |                  |

|  | Tyrannotitan                                                  |
|  |                                                               |
|  | \| \| Mapusaurus \| \| \| \| \| \| Giganotosaurus \| \| \| \| |
|  |                                                               |
|  | Mapusaurus                                                    |
|  |                                                               |
|  | Giganotosaurus                                                |
|  |                                                               |

|  | Mapusaurus     |
|  |                |
|  | Giganotosaurus |
|  |                |

|  | Tyrannotitan                                                  |
|  |                                                               |
|  | \| \| Mapusaurus \| \| \| \| \| \| Giganotosaurus \| \| \| \| |
|  |                                                               |
|  | Mapusaurus                                                    |
|  |                                                               |
|  | Giganotosaurus                                                |
|  |                                                               |

|  | Mapusaurus     |
|  |                |
|  | Giganotosaurus |
|  |                |

|  | Tyrannotitan                                                  |
|  |                                                               |
|  | \| \| Mapusaurus \| \| \| \| \| \| Giganotosaurus \| \| \| \| |
|  |                                                               |
|  | Mapusaurus                                                    |
|  |                                                               |
|  | Giganotosaurus                                                |
|  |                                                               |

|  | Mapusaurus     |
|  |                |
|  | Giganotosaurus |
|  |                |

|  | Tyrannotitan                                                  |
|  |                                                               |
|  | \| \| Mapusaurus \| \| \| \| \| \| Giganotosaurus \| \| \| \| |
|  |                                                               |
|  | Mapusaurus                                                    |
|  |                                                               |
|  | Giganotosaurus                                                |
|  |                                                               |

|  | Mapusaurus     |
|  |                |
|  | Giganotosaurus |
|  |                |

|  | Acrocanthosaurus |
|  |                  |
|  | Eocarcharia      |
|  |                  |

|  | Tyrannotitan                                                  |
|  |                                                               |
|  | \| \| Mapusaurus \| \| \| \| \| \| Giganotosaurus \| \| \| \| |
|  |                                                               |
|  | Mapusaurus                                                    |
|  |                                                               |
|  | Giganotosaurus                                                |
|  |                                                               |

|  | Mapusaurus     |
|  |                |
|  | Giganotosaurus |
|  |                |

|  | Tyrannotitan                                                  |
|  |                                                               |
|  | \| \| Mapusaurus \| \| \| \| \| \| Giganotosaurus \| \| \| \| |
|  |                                                               |
|  | Mapusaurus                                                    |
|  |                                                               |
|  | Giganotosaurus                                                |
|  |                                                               |

|  | Mapusaurus     |
|  |                |
|  | Giganotosaurus |
|  |                |

|  | Tyrannotitan                                                  |
|  |                                                               |
|  | \| \| Mapusaurus \| \| \| \| \| \| Giganotosaurus \| \| \| \| |
|  |                                                               |
|  | Mapusaurus                                                    |
|  |                                                               |
|  | Giganotosaurus                                                |
|  |                                                               |

|  | Mapusaurus     |
|  |                |
|  | Giganotosaurus |
|  |                |

|  | Tyrannotitan                                                  |
|  |                                                               |
|  | \| \| Mapusaurus \| \| \| \| \| \| Giganotosaurus \| \| \| \| |
|  |                                                               |
|  | Mapusaurus                                                    |
|  |                                                               |
|  | Giganotosaurus                                                |
|  |                                                               |

|  | Mapusaurus     |
|  |                |
|  | Giganotosaurus |
|  |                |

|  | Acrocanthosaurus |
|  |                  |
|  | Eocarcharia      |
|  |                  |

|  | Tyrannotitan                                                  |
|  |                                                               |
|  | \| \| Mapusaurus \| \| \| \| \| \| Giganotosaurus \| \| \| \| |
|  |                                                               |
|  | Mapusaurus                                                    |
|  |                                                               |
|  | Giganotosaurus                                                |
|  |                                                               |

|  | Mapusaurus     |
|  |                |
|  | Giganotosaurus |
|  |                |

|  | Tyrannotitan                                                  |
|  |                                                               |
|  | \| \| Mapusaurus \| \| \| \| \| \| Giganotosaurus \| \| \| \| |
|  |                                                               |
|  | Mapusaurus                                                    |
|  |                                                               |
|  | Giganotosaurus                                                |
|  |                                                               |

|  | Mapusaurus     |
|  |                |
|  | Giganotosaurus |
|  |                |

|  | Tyrannotitan                                                  |
|  |                                                               |
|  | \| \| Mapusaurus \| \| \| \| \| \| Giganotosaurus \| \| \| \| |
|  |                                                               |
|  | Mapusaurus                                                    |
|  |                                                               |
|  | Giganotosaurus                                                |
|  |                                                               |

|  | Mapusaurus     |
|  |                |
|  | Giganotosaurus |
|  |                |

|  | Tyrannotitan                                                  |
|  |                                                               |
|  | \| \| Mapusaurus \| \| \| \| \| \| Giganotosaurus \| \| \| \| |
|  |                                                               |
|  | Mapusaurus                                                    |
|  |                                                               |
|  | Giganotosaurus                                                |
|  |                                                               |

|  | Mapusaurus     |
|  |                |
|  | Giganotosaurus |
|  |                |

|  | Acrocanthosaurus |
|  |                  |
|  | Eocarcharia      |
|  |                  |

|  | Tyrannotitan                                                  |
|  |                                                               |
|  | \| \| Mapusaurus \| \| \| \| \| \| Giganotosaurus \| \| \| \| |
|  |                                                               |
|  | Mapusaurus                                                    |
|  |                                                               |
|  | Giganotosaurus                                                |
|  |                                                               |

|  | Mapusaurus     |
|  |                |
|  | Giganotosaurus |
|  |                |

|  | Tyrannotitan                                                  |
|  |                                                               |
|  | \| \| Mapusaurus \| \| \| \| \| \| Giganotosaurus \| \| \| \| |
|  |                                                               |
|  | Mapusaurus                                                    |
|  |                                                               |
|  | Giganotosaurus                                                |
|  |                                                               |

|  | Mapusaurus     |
|  |                |
|  | Giganotosaurus |
|  |                |

|  | Tyrannotitan                                                  |
|  |                                                               |
|  | \| \| Mapusaurus \| \| \| \| \| \| Giganotosaurus \| \| \| \| |
|  |                                                               |
|  | Mapusaurus                                                    |
|  |                                                               |
|  | Giganotosaurus                                                |
|  |                                                               |

|  | Mapusaurus     |
|  |                |
|  | Giganotosaurus |
|  |                |

|  | Tyrannotitan                                                  |
|  |                                                               |
|  | \| \| Mapusaurus \| \| \| \| \| \| Giganotosaurus \| \| \| \| |
|  |                                                               |
|  | Mapusaurus                                                    |
|  |                                                               |
|  | Giganotosaurus                                                |
|  |                                                               |

|  | Mapusaurus     |
|  |                |
|  | Giganotosaurus |
|  |                |

|  | Acrocanthosaurus |
|  |                  |
|  | Eocarcharia      |
|  |                  |

|  | Tyrannotitan                                                  |
|  |                                                               |
|  | \| \| Mapusaurus \| \| \| \| \| \| Giganotosaurus \| \| \| \| |
|  |                                                               |
|  | Mapusaurus                                                    |
|  |                                                               |
|  | Giganotosaurus                                                |
|  |                                                               |

|  | Mapusaurus     |
|  |                |
|  | Giganotosaurus |
|  |                |

|  | Tyrannotitan                                                  |
|  |                                                               |
|  | \| \| Mapusaurus \| \| \| \| \| \| Giganotosaurus \| \| \| \| |
|  |                                                               |
|  | Mapusaurus                                                    |
|  |                                                               |
|  | Giganotosaurus                                                |
|  |                                                               |

|  | Mapusaurus     |
|  |                |
|  | Giganotosaurus |
|  |                |

|  | Tyrannotitan                                                  |
|  |                                                               |
|  | \| \| Mapusaurus \| \| \| \| \| \| Giganotosaurus \| \| \| \| |
|  |                                                               |
|  | Mapusaurus                                                    |
|  |                                                               |
|  | Giganotosaurus                                                |
|  |                                                               |

|  | Mapusaurus     |
|  |                |
|  | Giganotosaurus |
|  |                |

|  | Tyrannotitan                                                  |
|  |                                                               |
|  | \| \| Mapusaurus \| \| \| \| \| \| Giganotosaurus \| \| \| \| |
|  |                                                               |
|  | Mapusaurus                                                    |
|  |                                                               |
|  | Giganotosaurus                                                |
|  |                                                               |

|  | Mapusaurus     |
|  |                |
|  | Giganotosaurus |
|  |                |

|  | Acrocanthosaurus |
|  |                  |
|  | Eocarcharia      |
|  |                  |

|  | Tyrannotitan                                                  |
|  |                                                               |
|  | \| \| Mapusaurus \| \| \| \| \| \| Giganotosaurus \| \| \| \| |
|  |                                                               |
|  | Mapusaurus                                                    |
|  |                                                               |
|  | Giganotosaurus                                                |
|  |                                                               |

|  | Mapusaurus     |
|  |                |
|  | Giganotosaurus |
|  |                |

|  | Tyrannotitan                                                  |
|  |                                                               |
|  | \| \| Mapusaurus \| \| \| \| \| \| Giganotosaurus \| \| \| \| |
|  |                                                               |
|  | Mapusaurus                                                    |
|  |                                                               |
|  | Giganotosaurus                                                |
|  |                                                               |

|  | Mapusaurus     |
|  |                |
|  | Giganotosaurus |
|  |                |

|  | Tyrannotitan                                                  |
|  |                                                               |
|  | \| \| Mapusaurus \| \| \| \| \| \| Giganotosaurus \| \| \| \| |
|  |                                                               |
|  | Mapusaurus                                                    |
|  |                                                               |
|  | Giganotosaurus                                                |
|  |                                                               |

|  | Mapusaurus     |
|  |                |
|  | Giganotosaurus |
|  |                |

|  | Tyrannotitan                                                  |
|  |                                                               |
|  | \| \| Mapusaurus \| \| \| \| \| \| Giganotosaurus \| \| \| \| |
|  |                                                               |
|  | Mapusaurus                                                    |
|  |                                                               |
|  | Giganotosaurus                                                |
|  |                                                               |

|  | Mapusaurus     |
|  |                |
|  | Giganotosaurus |
|  |                |

|  | Acrocanthosaurus |
|  |                  |
|  | Eocarcharia      |
|  |                  |

|  | Tyrannotitan                                                  |
|  |                                                               |
|  | \| \| Mapusaurus \| \| \| \| \| \| Giganotosaurus \| \| \| \| |
|  |                                                               |
|  | Mapusaurus                                                    |
|  |                                                               |
|  | Giganotosaurus                                                |
|  |                                                               |

|  | Mapusaurus     |
|  |                |
|  | Giganotosaurus |
|  |                |

|  | Tyrannotitan                                                  |
|  |                                                               |
|  | \| \| Mapusaurus \| \| \| \| \| \| Giganotosaurus \| \| \| \| |
|  |                                                               |
|  | Mapusaurus                                                    |
|  |                                                               |
|  | Giganotosaurus                                                |
|  |                                                               |

|  | Mapusaurus     |
|  |                |
|  | Giganotosaurus |
|  |                |

|  | Tyrannotitan                                                  |
|  |                                                               |
|  | \| \| Mapusaurus \| \| \| \| \| \| Giganotosaurus \| \| \| \| |
|  |                                                               |
|  | Mapusaurus                                                    |
|  |                                                               |
|  | Giganotosaurus                                                |
|  |                                                               |

|  | Mapusaurus     |
|  |                |
|  | Giganotosaurus |
|  |                |

|  | Tyrannotitan                                                  |
|  |                                                               |
|  | \| \| Mapusaurus \| \| \| \| \| \| Giganotosaurus \| \| \| \| |
|  |                                                               |
|  | Mapusaurus                                                    |
|  |                                                               |
|  | Giganotosaurus                                                |
|  |                                                               |

|  | Mapusaurus     |
|  |                |
|  | Giganotosaurus |
|  |                |

|  | Acrocanthosaurus |
|  |                  |
|  | Eocarcharia      |
|  |                  |

|  | Tyrannotitan                                                  |
|  |                                                               |
|  | \| \| Mapusaurus \| \| \| \| \| \| Giganotosaurus \| \| \| \| |
|  |                                                               |
|  | Mapusaurus                                                    |
|  |                                                               |
|  | Giganotosaurus                                                |
|  |                                                               |

|  | Mapusaurus     |
|  |                |
|  | Giganotosaurus |
|  |                |

|  | Tyrannotitan                                                  |
|  |                                                               |
|  | \| \| Mapusaurus \| \| \| \| \| \| Giganotosaurus \| \| \| \| |
|  |                                                               |
|  | Mapusaurus                                                    |
|  |                                                               |
|  | Giganotosaurus                                                |
|  |                                                               |

|  | Mapusaurus     |
|  |                |
|  | Giganotosaurus |
|  |                |

|  | Tyrannotitan                                                  |
|  |                                                               |
|  | \| \| Mapusaurus \| \| \| \| \| \| Giganotosaurus \| \| \| \| |
|  |                                                               |
|  | Mapusaurus                                                    |
|  |                                                               |
|  | Giganotosaurus                                                |
|  |                                                               |

|  | Mapusaurus     |
|  |                |
|  | Giganotosaurus |
|  |                |

|  | Tyrannotitan                                                  |
|  |                                                               |
|  | \| \| Mapusaurus \| \| \| \| \| \| Giganotosaurus \| \| \| \| |
|  |                                                               |
|  | Mapusaurus                                                    |
|  |                                                               |
|  | Giganotosaurus                                                |
|  |                                                               |

|  | Mapusaurus     |
|  |                |
|  | Giganotosaurus |
|  |                |

|  | Acrocanthosaurus |
|  |                  |
|  | Eocarcharia      |
|  |                  |

|  | Tyrannotitan                                                  |
|  |                                                               |
|  | \| \| Mapusaurus \| \| \| \| \| \| Giganotosaurus \| \| \| \| |
|  |                                                               |
|  | Mapusaurus                                                    |
|  |                                                               |
|  | Giganotosaurus                                                |
|  |                                                               |

|  | Mapusaurus     |
|  |                |
|  | Giganotosaurus |
|  |                |

|  | Tyrannotitan                                                  |
|  |                                                               |
|  | \| \| Mapusaurus \| \| \| \| \| \| Giganotosaurus \| \| \| \| |
|  |                                                               |
|  | Mapusaurus                                                    |
|  |                                                               |
|  | Giganotosaurus                                                |
|  |                                                               |

|  | Mapusaurus     |
|  |                |
|  | Giganotosaurus |
|  |                |

|  | Tyrannotitan                                                  |
|  |                                                               |
|  | \| \| Mapusaurus \| \| \| \| \| \| Giganotosaurus \| \| \| \| |
|  |                                                               |
|  | Mapusaurus                                                    |
|  |                                                               |
|  | Giganotosaurus                                                |
|  |                                                               |

|  | Mapusaurus     |
|  |                |
|  | Giganotosaurus |
|  |                |

|  | Tyrannotitan                                                  |
|  |                                                               |
|  | \| \| Mapusaurus \| \| \| \| \| \| Giganotosaurus \| \| \| \| |
|  |                                                               |
|  | Mapusaurus                                                    |
|  |                                                               |
|  | Giganotosaurus                                                |
|  |                                                               |

|  | Mapusaurus     |
|  |                |
|  | Giganotosaurus |
|  |                |

|  | Acrocanthosaurus |
|  |                  |
|  | Eocarcharia      |
|  |                  |

|  | Tyrannotitan                                                  |
|  |                                                               |
|  | \| \| Mapusaurus \| \| \| \| \| \| Giganotosaurus \| \| \| \| |
|  |                                                               |
|  | Mapusaurus                                                    |
|  |                                                               |
|  | Giganotosaurus                                                |
|  |                                                               |

|  | Mapusaurus     |
|  |                |
|  | Giganotosaurus |
|  |                |

|  | Tyrannotitan                                                  |
|  |                                                               |
|  | \| \| Mapusaurus \| \| \| \| \| \| Giganotosaurus \| \| \| \| |
|  |                                                               |
|  | Mapusaurus                                                    |
|  |                                                               |
|  | Giganotosaurus                                                |
|  |                                                               |

|  | Mapusaurus     |
|  |                |
|  | Giganotosaurus |
|  |                |

|  | Tyrannotitan                                                  |
|  |                                                               |
|  | \| \| Mapusaurus \| \| \| \| \| \| Giganotosaurus \| \| \| \| |
|  |                                                               |
|  | Mapusaurus                                                    |
|  |                                                               |
|  | Giganotosaurus                                                |
|  |                                                               |

|  | Mapusaurus     |
|  |                |
|  | Giganotosaurus |
|  |                |

|  | Tyrannotitan                                                  |
|  |                                                               |
|  | \| \| Mapusaurus \| \| \| \| \| \| Giganotosaurus \| \| \| \| |
|  |                                                               |
|  | Mapusaurus                                                    |
|  |                                                               |
|  | Giganotosaurus                                                |
|  |                                                               |

|  | Mapusaurus     |
|  |                |
|  | Giganotosaurus |
|  |                |

|  | Acrocanthosaurus |
|  |                  |
|  | Eocarcharia      |
|  |                  |

|  | Tyrannotitan                                                  |
|  |                                                               |
|  | \| \| Mapusaurus \| \| \| \| \| \| Giganotosaurus \| \| \| \| |
|  |                                                               |
|  | Mapusaurus                                                    |
|  |                                                               |
|  | Giganotosaurus                                                |
|  |                                                               |

|  | Mapusaurus     |
|  |                |
|  | Giganotosaurus |
|  |                |

|  | Tyrannotitan                                                  |
|  |                                                               |
|  | \| \| Mapusaurus \| \| \| \| \| \| Giganotosaurus \| \| \| \| |
|  |                                                               |
|  | Mapusaurus                                                    |
|  |                                                               |
|  | Giganotosaurus                                                |
|  |                                                               |

|  | Mapusaurus     |
|  |                |
|  | Giganotosaurus |
|  |                |

|  | Tyrannotitan                                                  |
|  |                                                               |
|  | \| \| Mapusaurus \| \| \| \| \| \| Giganotosaurus \| \| \| \| |
|  |                                                               |
|  | Mapusaurus                                                    |
|  |                                                               |
|  | Giganotosaurus                                                |
|  |                                                               |

|  | Mapusaurus     |
|  |                |
|  | Giganotosaurus |
|  |                |

|  | Tyrannotitan                                                  |
|  |                                                               |
|  | \| \| Mapusaurus \| \| \| \| \| \| Giganotosaurus \| \| \| \| |
|  |                                                               |
|  | Mapusaurus                                                    |
|  |                                                               |
|  | Giganotosaurus                                                |
|  |                                                               |

|  | Mapusaurus     |
|  |                |
|  | Giganotosaurus |
|  |                |

|  | Acrocanthosaurus |
|  |                  |
|  | Eocarcharia      |
|  |                  |

|  | Tyrannotitan                                                  |
|  |                                                               |
|  | \| \| Mapusaurus \| \| \| \| \| \| Giganotosaurus \| \| \| \| |
|  |                                                               |
|  | Mapusaurus                                                    |
|  |                                                               |
|  | Giganotosaurus                                                |
|  |                                                               |

|  | Mapusaurus     |
|  |                |
|  | Giganotosaurus |
|  |                |

|  | Tyrannotitan                                                  |
|  |                                                               |
|  | \| \| Mapusaurus \| \| \| \| \| \| Giganotosaurus \| \| \| \| |
|  |                                                               |
|  | Mapusaurus                                                    |
|  |                                                               |
|  | Giganotosaurus                                                |
|  |                                                               |

|  | Mapusaurus     |
|  |                |
|  | Giganotosaurus |
|  |                |

|  | Tyrannotitan                                                  |
|  |                                                               |
|  | \| \| Mapusaurus \| \| \| \| \| \| Giganotosaurus \| \| \| \| |
|  |                                                               |
|  | Mapusaurus                                                    |
|  |                                                               |
|  | Giganotosaurus                                                |
|  |                                                               |

|  | Mapusaurus     |
|  |                |
|  | Giganotosaurus |
|  |                |

|  | Tyrannotitan                                                  |
|  |                                                               |
|  | \| \| Mapusaurus \| \| \| \| \| \| Giganotosaurus \| \| \| \| |
|  |                                                               |
|  | Mapusaurus                                                    |
|  |                                                               |
|  | Giganotosaurus                                                |
|  |                                                               |

|  | Mapusaurus     |
|  |                |
|  | Giganotosaurus |
|  |                |

|  | Acrocanthosaurus |
|  |                  |
|  | Eocarcharia      |
|  |                  |

|  | Tyrannotitan                                                  |
|  |                                                               |
|  | \| \| Mapusaurus \| \| \| \| \| \| Giganotosaurus \| \| \| \| |
|  |                                                               |
|  | Mapusaurus                                                    |
|  |                                                               |
|  | Giganotosaurus                                                |
|  |                                                               |

|  | Mapusaurus     |
|  |                |
|  | Giganotosaurus |
|  |                |

|  | Tyrannotitan                                                  |
|  |                                                               |
|  | \| \| Mapusaurus \| \| \| \| \| \| Giganotosaurus \| \| \| \| |
|  |                                                               |
|  | Mapusaurus                                                    |
|  |                                                               |
|  | Giganotosaurus                                                |
|  |                                                               |

|  | Mapusaurus     |
|  |                |
|  | Giganotosaurus |
|  |                |

|  | Tyrannotitan                                                  |
|  |                                                               |
|  | \| \| Mapusaurus \| \| \| \| \| \| Giganotosaurus \| \| \| \| |
|  |                                                               |
|  | Mapusaurus                                                    |
|  |                                                               |
|  | Giganotosaurus                                                |
|  |                                                               |

|  | Mapusaurus     |
|  |                |
|  | Giganotosaurus |
|  |                |

|  | Tyrannotitan                                                  |
|  |                                                               |
|  | \| \| Mapusaurus \| \| \| \| \| \| Giganotosaurus \| \| \| \| |
|  |                                                               |
|  | Mapusaurus                                                    |
|  |                                                               |
|  | Giganotosaurus                                                |
|  |                                                               |

|  | Mapusaurus     |
|  |                |
|  | Giganotosaurus |
|  |                |

|  | Acrocanthosaurus |
|  |                  |
|  | Eocarcharia      |
|  |                  |

|  | Tyrannotitan                                                  |
|  |                                                               |
|  | \| \| Mapusaurus \| \| \| \| \| \| Giganotosaurus \| \| \| \| |
|  |                                                               |
|  | Mapusaurus                                                    |
|  |                                                               |
|  | Giganotosaurus                                                |
|  |                                                               |

|  | Mapusaurus     |
|  |                |
|  | Giganotosaurus |
|  |                |

|  | Tyrannotitan                                                  |
|  |                                                               |
|  | \| \| Mapusaurus \| \| \| \| \| \| Giganotosaurus \| \| \| \| |
|  |                                                               |
|  | Mapusaurus                                                    |
|  |                                                               |
|  | Giganotosaurus                                                |
|  |                                                               |

|  | Mapusaurus     |
|  |                |
|  | Giganotosaurus |
|  |                |

|  | Tyrannotitan                                                  |
|  |                                                               |
|  | \| \| Mapusaurus \| \| \| \| \| \| Giganotosaurus \| \| \| \| |
|  |                                                               |
|  | Mapusaurus                                                    |
|  |                                                               |
|  | Giganotosaurus                                                |
|  |                                                               |

|  | Mapusaurus     |
|  |                |
|  | Giganotosaurus |
|  |                |

|  | Tyrannotitan                                                  |
|  |                                                               |
|  | \| \| Mapusaurus \| \| \| \| \| \| Giganotosaurus \| \| \| \| |
|  |                                                               |
|  | Mapusaurus                                                    |
|  |                                                               |
|  | Giganotosaurus                                                |
|  |                                                               |

|  | Mapusaurus     |
|  |                |
|  | Giganotosaurus |
|  |                |

|  | Acrocanthosaurus |
|  |                  |
|  | Eocarcharia      |
|  |                  |

|  | Tyrannotitan                                                  |
|  |                                                               |
|  | \| \| Mapusaurus \| \| \| \| \| \| Giganotosaurus \| \| \| \| |
|  |                                                               |
|  | Mapusaurus                                                    |
|  |                                                               |
|  | Giganotosaurus                                                |
|  |                                                               |

|  | Mapusaurus     |
|  |                |
|  | Giganotosaurus |
|  |                |

|  | Tyrannotitan                                                  |
|  |                                                               |
|  | \| \| Mapusaurus \| \| \| \| \| \| Giganotosaurus \| \| \| \| |
|  |                                                               |
|  | Mapusaurus                                                    |
|  |                                                               |
|  | Giganotosaurus                                                |
|  |                                                               |

|  | Mapusaurus     |
|  |                |
|  | Giganotosaurus |
|  |                |

|  | Tyrannotitan                                                  |
|  |                                                               |
|  | \| \| Mapusaurus \| \| \| \| \| \| Giganotosaurus \| \| \| \| |
|  |                                                               |
|  | Mapusaurus                                                    |
|  |                                                               |
|  | Giganotosaurus                                                |
|  |                                                               |

|  | Mapusaurus     |
|  |                |
|  | Giganotosaurus |
|  |                |

|  | Tyrannotitan                                                  |
|  |                                                               |
|  | \| \| Mapusaurus \| \| \| \| \| \| Giganotosaurus \| \| \| \| |
|  |                                                               |
|  | Mapusaurus                                                    |
|  |                                                               |
|  | Giganotosaurus                                                |
|  |                                                               |

|  | Mapusaurus     |
|  |                |
|  | Giganotosaurus |
|  |                |

Coria i Salgado zasugerowali, że konwergentna ewolucja gigantycznych rozmiarów teropodów powiązana zostać może z warunkami popularnie występującymi w ich ekosystemach. Sereno i współpracownicy wskazali, że obecność karcharodontozaurydów w Afryce (Carcharodontosaurus), Ameryce Północnej (Acrocanthosaurus) i Południowej (Giganotosaurus) pokazuje międzykontynentalne rozmieszczenie grupy w kredzie wczesnej. Drogi rozprzestrzeniania się pomiędzy kontynentami północnymi a południowymi ograniczały bariery oceaniczne w kredzie późnej, co prowadziło do rozwoju miejscowych faun. Poprzednio sądzono, że kredowy świat był biogeograficznie podzielony, na kontynentach północnych dominowały tyranozaurydy, w Ameryce Południowej abelizaurydy, w Afryce zaś karcharodontozaurydy. Podrodzina karcharodontozaurydów, do której zalicza się Giganotosaurus, wydaje się ograniczona do południowego kontynentu Gondwany, na której jej przedstawiciele odgrywali rolę szczytowych drapieżników. Południowoamerykańskie plemię Giganotosaurini mogło oddzielić się od swych afrykańskich krewnych poprzez wikaryzację, kiedy Gondwana rozpadała się podczas aptu i albu.

## Paleobiologia

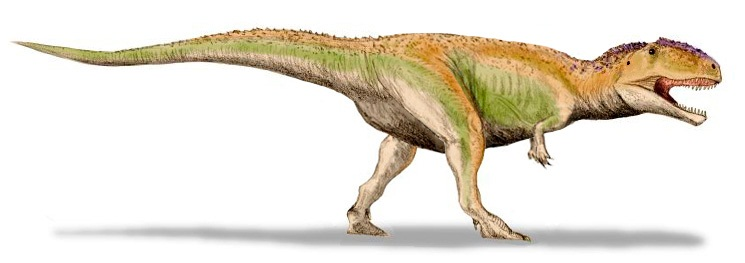
Kroczący osobnik

W 1999 Reese E. Barrick i William J. Showers odkryli, że kości giganotozaura i tyranozaura łączy bardzo podobny wzór izotopowy tlenu, a więc i podobny rozkład ciepła w ciele. Taki wzór termoregulacji wskazuje na metabolizm pośredni pomiędzy typowym dla ssaków a gadów. Dlatego mówi się w ich kontekście o stałocieplności. Metabolizm ośmiotonowego giganotozaura można porównać z metabolizmem jednotonowego ssaczego drapieżnika, co wspiera tezę szybkiego wzrostu.
W 2001 R. Ernesto Blanco i Mazzetta ocenili zdolności giganotozaura do biegu. Określili je jako raczej ograniczone ryzykiem urazów, których doznałoby takie wielkie przewracające się w biegu zwierzę. Ze wzrostem szybkości malałaby równowaga, co wynika z oszacowań czasu potrzebnego kończynom, by odzyskać równowagę po powrocie przeciwstronnej kończyny – naukowcy ustalili w ten sposób maksymalną prędkość biegu giganotozaura na 50 km/h. Przy takiej prędkości nie byłoby znacznego niebezpieczeństwa upadku. Badacze porównali także zdolności do biegu giganotozaura i ptaków, takich jak struś, skupiając się na ograniczonej wytrzymałości kości kończyn dolnych, wobec czego dawne teropody, w przeciwieństwie do ptaków, miały ciężkie ogony do zrównoważenia obciążenia.

### Odżywianie

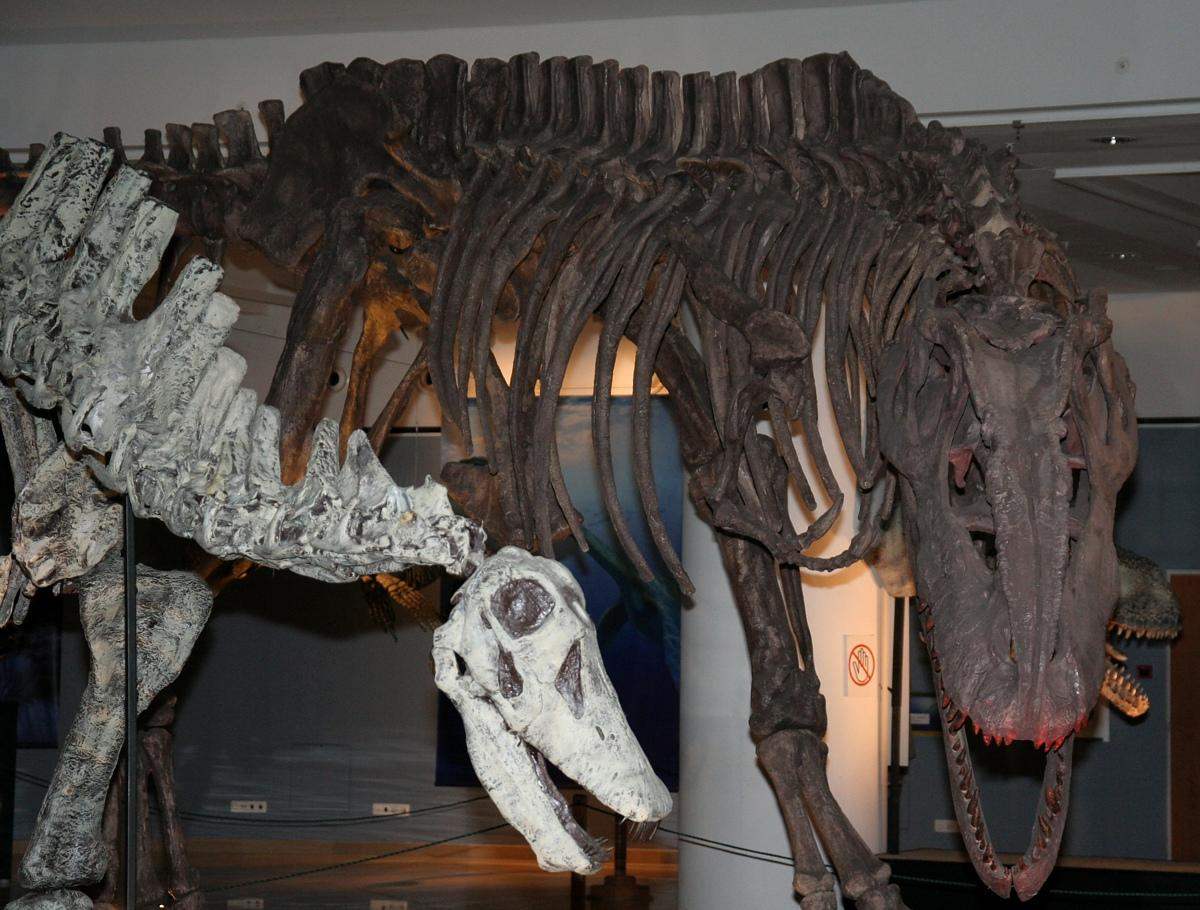
Odlewy giganotozaura i współczesnego mu zauropoda limajzaura

W 2002 Coria i Currie odkryli, że różne cechy tylnej części czaszki (jak przedni stok potylicy oraz niski i szeroki kłykieć potyliczny) wskazują na dobrą zdolność czaszki giganotozaura do ruchów bocznych w stosunku do kręgów szyjnych. Cecha ta może wiązać się ze zwiększoną masą i wielkością mięśni szczęk. Staw żuchwowy giganotozaura i innych karcharodontozaurydów był przesunięty w tył, co zwiększało długość mięśni szczęki, pozwalając na szybsze zamknięcie jamy ustnej, podczas gdy tyranozaury cechowały się zwiększoną masą mięśniową żuchwy, zwiększającą siłę zgryzu.
W 2005 Therrien i współpracownicy oszacowali względną siłę zgryzu teropodów (bezwzględne szacunki z użyciem jednostek siły nie były możliwe). Odkryto, że Giganotosaurus i spokrewnione z nim taksony rozwinęły adaptacje do chwytania i powalania zdobyczy przez silne ugryzienia, podczas gdy tyranozaury zaadaptowały się do opierania się napięciom skręcającym i kruszenia kości. Siła zgryzu giganotozaura ustępowała sile zgryzu tyranozaura, siła malała w miarę posuwania do tyłu wzdłuż łuku zębów. Żuchwa zaadaptowała się do ugryzień krojących, prawdopodobnie chwytała i manipulowała zdobyczą wraz z przednią częścią szczęki. Wspomnieni autorzy zasugerowali, że Giganotosaurus i inne Allosauria były ogólnymi drapieżnikami żywiącymi się szerokim wachlarzem mniejszej od nich samych zdobyczy, jak młodociane zauropody. Zwany bródką wyrostek żuchwy mógł stanowić adaptację pomagającą w radzeniu sobie z naprężeniem podczas silnego gryzienia, gdy przednia część szczęki i żuchwy wchodziła w kontakt ze zdobyczą.
Pierwsze znane skamieniałości blisko spokrewnionego z giganotozaurem mapuzaura znaleziono w cmentarzysku zawierającym kilka osobników na różnych etapach wzrostu. W opisie rodzaju z 2006 Coria i Currie zasugerowali, że choć może to być efektem przypadkowego zebrania się zwłok, obecność różnych stadiów rozwojowych tego samego taksonu wskazuje na nieprzypadkowe ich przebywanie razem. W tekście z 2006 w „National Geographic” Coria stwierdził, że cmentarzysko powstało prawdopodobnie na skutek zdarzenia katastroficznego, a obecność głównie średniej wielkości osobników, a nielicznych bardzo młodych czy starych, jest normalna u zwierząt tworzących grupy. W związku z tym Coria uznał, że wielkie teropody mogły polować w grupach, co dawałoby im przewagę podczas polowań na gigantyczne zauropody.

## Paleoekologia
Giganotosaurus został odkryty w skałach formacji Candeleros, które odłożyły się we wczesnym cenomanie, szacunkowo między 99,6 a 97 milionów lat temu. Jest to najniższa formacja grupy Neuquén, w obrębie której wchodzi w skład podgrupy Río Limay. Rzeczona formacja składa się z grubo- bądź średnioziarnistych piaskowców powstałych z osadów fluwialnych w warunkach eolicznych. Występują tam gleby kopalne, mułowce i iłowce. Część z nich reprezentuje warunki bagienne.
Giganotosaurus był prawdopodobnie szczytowym drapieżnikiem swego ekosystemu. Dzielił swe środowisko z dinozaurami roślinożernymi, takimi jak zaliczany do tytanozaurów andezaur czy rebbachizaury limajzaur i nopcsaspondyl. Inne spotykane tam teropody to abelizauryd ekryksinatozaur, dromeozaury buitreraptor i alwarezauryd Alnashetri. Poza dinozaurami wymienia się krokodylokształtnego Araripesuchus, sfenodonty, węże i żółwie Prochelidella. Z innych kręgowców ponadto występowały tam ssaki Cladotheria, płazy bezogonowe Pipoidea oraz ryby pokrewne rogoząbowi. Odciski wskazują także na obecność dużych ornitopodów i pterozaurów.